# Механички рад
Рад у физици је пренос енергије из једног система у други. Овај пренос се у класичној механици врши деловањем силе дуж неког пута. Рад је у ствари једнак производу силе и пређеног пута, ако сила делује у правцу померања тела. У пољу конзервативне силе рад не зависи од облика пута, већ само од почетне и крајње тачке. 
Рад је скаларна величина. Јединица за рад у Међународном систему јединица је џул (J), који представља:
{\displaystyle \mathrm {J={\frac {kg\,m^{2}}{s^{2}}}} }
Физичку величину производа силе и дужине је у физику увео научник Гаспар Гистав Кориолис 1830-их.

## Математичка дефиниција
Једноставнији облик дефиниције рада је сведен на претпоставку константне вредности силе и праволинијске путање. Тада се механички рад може дефинисати као скаларни производ вектора силе и вектора помераја.
{\displaystyle A={\vec {F}}\cdot {\vec {r}}}
Претходно поменута дефиниција рада има своја ограничења. Она важи под условом да је сила константна, а путања тела није кривудава. Стога је потребно увести математички правилнију дефиницију, која се заснива на идеји да се кривудава путња подели на велики број мањих, приближно правих делова делова. Отуда се добија образац:
{\displaystyle A\approx \sum _{i=1}^{N}A_{i}=\sum _{i=1}^{N}{\vec {F}}(\mathbf {s} _{i})\Delta {\vec {s}}_{i}\,.}
Одакле:
{\displaystyle A=\int _{\mathbf {s} _{1}}^{\mathbf {s} _{2}}{\vec {F}}(\mathbf {s} )\,\mathrm {d} {\vec {s}}\,,}
Из горње једначине следи да је рад ({\displaystyle A\,}) једнак интегралу скаларног производа вектора силе ({\displaystyle {\vec {F}}}) и инфинитезимале вектора пута ({\displaystyle {\vec {s}}}).

## Однос снаге и рада
Рад се може рачунати и као производ снаге и времена :
{\displaystyle A=P\cdot t}
Ово важи у ситуацији када је снага непроменљива током времена.

## Пример
У овом примеру сила и смер (путања тела) су колинеарни.
Претпоставимо да се камен масе 10 kg налази на тлу, и да треба да га подигнемо вертикално увис до висине h = 1,5 m. 
Убрзање силе теже g = 9,81 m/s².
 = 10 kg
 = 1,5 m
 = 9,81 m/s²
Сила гравитације F која делује на камен је:
{\displaystyle F=m\cdot g=10\cdot 9,81=98,1N}
Одатле, уложени рад при подизању камена се добија као:
{\displaystyle A=F\cdot h=98,1\cdot 1,5=147,15J}

## Специјални случај „сила пута пут”
Најједноставнија формула за рад силе, која је најбоље полазиште за разумевање појма рада, вреди нпр. у случају када константна сила делује на тело које се транслацијски (тј. без ротације) креће у смеру њеног деловања. Тада је (као што произлази и из горњег интеграла):
{\displaystyle W=Fs\,}
где је F износ силе, док је s пређени пут. На тај се случај односи дефиниција из основне школе „рад је сила пута пут”, која не узима у обзир да је сила вектор (што је овде ирелевантно зато што су и сила и кретање у истом смеру који се не мења), нити прецизира да треба проматрати пут хватишта силе (јер се све тачке тела једнако крећу, те може бити и „пут тела”). Нпр. ако сила од 5  вуче тело на путу од 3 , она изврши рад W = Fs = 5&nbsp;N ∙ 3&nbsp;m = 15&nbsp;J. Одатле се види да је СИ мерна јединица за рад, џул (J), скраћеница за умножак „Nm”.
Ипак, ова једноставна формула није ограничена само на праволинијско кретање. Она вреди увек када се износ силе не мења, а хватиште силе се креће тачно у смеру деловања силе (који се може по вољи мењати).

## Закон о промени кинетичке енергије
Однос рада и промене енергије кључна је одредница за разумевање дефиниције рада силе. Ако је у претходном једноставном примеру сила F једина сила која делује на тело масе m које је до тада мировало (није имало кинетичке енергије), тело на путу s има стално убрзање a = F/m и креће се једнолико убрзано, те на крају путa  постиже брзину v = at. Одатле се лако види да је рад силе једнак кинетичкој енергији коју тело добије на том путу:
{\displaystyle W=Fs=ma{\frac {at^{2}}{2}}=m{\frac {(at)^{2}}{2}}={\frac {mv^{2}}{2}}=E_{k}}
Поопштење тог резултата (могло би се добити из опште формуле за рад силе, уз мало више рачуна) зове се закон о промени кинетичке енергије: рад свих сила које делују на круто тело једнак је промени његове кинетичке енергије. Притом треба имати на уму да кинетичка енергија тела не мора бити само транслацијска (како је описана у горњем једноставном примеру), него може имати и ротацијски део (осим у случају честице, тј. тела занемаривих димензија).

## Објашњење дефиниције рада силе
Објашњење опште формуле за рад силе полази од описане везе с енергијом: формула је конструирана управо тако да промена кинетичке енергије буде једнака укупном раду свих сила.

### Значај тангенцијалне компоненте силе
Прва последица те везе јесте да сила која делује на честицу окомито на смер њеног кретања (каже се: нормална сила; пример: центрипетална сила) не врши рад – јер не мења износ брзине (него само њен смер) те не утиче на кинетичку енергију честице. Сила која лежи на правцу кретања честице (каже се: тангенцијална сила) врши позитиван рад ако је у смеру кретања, јер повећава брзину а тиме и кинетичку енергију честице, односно негативан рад ако је у супротном смеру од кретања, јер умањује кинетичку енергију. Зато се произвољни вектор силе {\displaystyle \scriptstyle {\vec {F}}} прикаже као збир тангенцијалне и нормалне силе (формалније речено: растави на тангенцијалну и нормалну векторску компоненту), од чега се за прорачун рада користи само тангенцијална. Притом је F cos α тангенцијална скаларна компонента вектора силе {\displaystyle \scriptstyle {\vec {F}}}, тј. то је број који је једнак износу тангенцијалне векторске компоненте силе ако је она у смеру кретања, односно њеном негативном износу ако је у супротном смеру (што даје и одговарајући предзнак рада).

### Улога хватишта силе
Рачунање рада помоћу пута који прелази хватиште силе (док друге тачке тела могу прелазити различите путеве) такође је последица описане везе с енергијом. Сила при тој брзини се рачуна као транслацијска кинетичка енергија тела. Ако правац деловања силе не пролази кроз центар масе, осим описаног учинка сила даје телу и угаоно убрзање α, те му мења и ротацијску кинетичку енергију. Тада сила мора вршити већи рад него кад делује на центар маса, а то се дешава зато што њено хватиште прелази већи пут него што је пут центар маса (тј. „пут тела”).
Закон полуге још јасније доказује да се рад силе рачуна помоћу пута хватишта силе: на већем краку довољна је мања сила за исти рад зато што њено хватиште прелази већи пут.

### Промењиву силу треба интегрисати
Рад силе се може израчунати као умножак два броја (компоненте F cos α и пута њенога хватишта s) само ако се зна колико ти бројеви износе, тј. ако се на одабраном путу тангенцијална скаларна компонента силе не мења. Но, у општем случају сила може произвољно мењати износ и смер: тада се рад мора рачунати помоћу интеграла, јер не постоји једноставнији поступак да се одреди просечна вредност F cos α за рачунање рада на неком путу.

#### Тумачење и пример интеграла рада
Поступак интегрисања може се најлакше разумети као замисли да се сабирају радови проматране силе по врло малим комадима укупнога пута, тако малима да се сила на поједином комадићу „не стигне” да се промени. Наравно, све док је број комадића коначан, сила ће се на свакоме бар мало променити (ако се стално мења), али та промена може бити у тако далекој децимали да је то у коначном резултату занемарљиво (те се узима било која вредност с појединог комадића пута). Ако то није случај, пут се може подијелити у још ситније комадиће пре збрајања радова, све док не добије резултат који је тачан у жељеном броју децималних места (што се проверава поређењем с наредном још ситнијом раздеобом пута). Такав се поступак зове нумеричко интегрисање.
Процес уситњавања се може мисаоно наставити у недоглед, знајући да се тако добијају узастопни резултати са све већим бројем тачних цифара. Интеграл је (ако постоји) онај број (гранична вредност или лимес) којим се ти узастопни збирови све мањих комадића рада све више приближавају (уз довољно уситњавање пута, зброј радова је по вољи близу граничне вредности). А како показује математичка анализа, та тачна гранична вредност се може за многе конкретне силе израчунати на потпуно другачији начин, помоћу правила интегрисања за поједине врсте функција. На пример, рад се интегрише тако што се експонент увећа за 1, и потом се подели с новим експонентом. За растезање еластичне опруге (учвршћене на другом крају) потребна је сила F = ks промењљивог износа и у смеру растезања, где је k константа опруге, док је s продужење (потенцијал s на прву), тј. пут што га је прешло хватиште силе од нерастегнутог положаја s = 0. Да би растегнула опругу за износ A, сила ће извршити рад:
{\displaystyle W=\int _{0}^{A}ks\,\mathrm {d} s=k\int _{0}^{A}s\,\mathrm {d} s=k\left[{\frac {s^{2}}{2}}\right]_{0}^{A}={\frac {kA^{2}}{2}}}
На знаку интеграла (стилизовани растегнути знак суме, најављује сабирање „бесконачно много бесконачно малих сабирака”) доња и горња граница означавају почетну и завршну тачку пута. Следи износ силе ks (косинуса нема, јер је једнак 1), што се зове подинтегрална функција. Интеграл се завршава диференцијалом пута ds (који се може сматрати „бесконачно малим комадићем пута”). (Стандардна математичка анализа сматра овакав „техничарски” опис некоректиним, али новији радови показују да се може ригорозно оправдати.) У наредном кораку „вади” се испред интеграла константа која множи остатак подинтегралне функције, а потом се 1 интегрише у s2/2. У задњем кораку уврсте се, уместо s, границе интегрисања: најпре горња граница A, од чега се одузме исти израз са увршеном доњом границом (овде 0, те се не пише).

## Опис рада скаларним продуктом
Скаларним множењем два вектора добија се скалар који је једнак умношку њихових износа и косинуса угла међу њима. Ако је сила {\displaystyle \scriptstyle {\vec {F}}} константног износа и смера, а смер праволинијског кретања њеног хватишта затвара стални угао α са смером силе, рад се може записати на два начина:
{\displaystyle W=Fs\cos \alpha ={\vec {F}}\cdot {\vec {d}}}
Други израз означава скаларни продукт вектора силе и вектора помака {\displaystyle \scriptstyle {\vec {d}}} (енглески назив множења dot product потиче од тачке која се пише међу векторима). Помак је усмерена дужина која „иде” од почетне до завршне тачке пута на путањи хватишта силе (описује колико се и у којем смеру та тачка „помакла”). Једнакост наведених израза је очигледна из дефиниције скаларног продукта, будући да је у описаном случају износ помака једнак путу s. Може се показати да формула са скаларним продуктом силе и помака вреди и за произвољни облик путање, уз услов да сила не мења износ и смер.
За произвољни облик путање хватишта, потребно је најпре математички описати кривуљу дуж које се та тачка креће. Кретање тачке у целости је описано ако за сваки тренутак знају њене координате, нпр. x(t), y(t) и z(t) у правоугаоном Картезијевом систему где се можу сматрати скаларним компонентама вектора положаја (радијус вектора) {\displaystyle \scriptstyle {\vec {r}}(t)} те тачке. Вектор положаја је усмерена дужина којој је почетак у ишодишту система а крај (стрелица) „прати” тачку по путањи. Координате и вектор положаја често се пишу без експлицитне ознаке зависности од времена, јер се она код кретања тачке и тако подразумева.
Код таквог описа кретања, прикладније је за вектор помака из неке тачке 1 у тачку 2 користити ознаку {\displaystyle \scriptstyle \Delta {\vec {r}}} (ако се зна да {\displaystyle \scriptstyle \Delta } означава разлику односно промену) јер она експлицитно показује да се помак добија одузимањем припадних вектора положаја: {\displaystyle \scriptstyle \Delta {\vec {r}}={\vec {r}}_{2}-{\vec {r}}_{1}}, тј. да се помак може проматрати као „промену положаја”. Дужина путање (пређени пут s) na krivulji može biti znatno veća od iznosa vektora pomaka {\displaystyle \scriptstyle |\Delta {\vec {r}}|}. Ако се проматрају све мањи помаци (временски интервал {\displaystyle \scriptstyle \Delta t} између проматраних положаја "тежи" према нули; на скици је илустрован почетак граничног процеса) износи пута и помака постају све више једнаки. Једнакост граничних вредности може се записати помоћу диференцијала: {\displaystyle \scriptstyle |\mathrm {d} {\vec {r}}|=\mathrm {d} s}. Стога се интеграл из опште дефиниције за рад произвољне силе на произвољном путу може краће записати помоћу скаларног продукта:
{\displaystyle W=\int _{A}^{B}{\vec {F}}\cdot \mathrm {d} {\vec {r}}}
Узимајући у обзир да је брзина {\displaystyle \scriptstyle {\vec {v}}} неке тачке деривација њеног вектора положаја по времену (те је {\displaystyle \scriptstyle \mathrm {d} {\vec {r}}={\vec {v}}\mathrm {d} t}), може се тај интеграл превести у интеграл по времену:
{\displaystyle W=\int _{A}^{B}{\vec {F}}\cdot {\vec {v}}\,\mathrm {d} t}
Подинтегрална функција {\displaystyle \scriptstyle {\vec {F}}\cdot {\vec {v}}} је снага силе. Будући да се снага дефинише као деривација рада по времену, јасно је да рад мора бити једнак интегралу снаге по времену.